# Lee Jin-Taek
Lee Jin-Taek (em coreano: 이진택; 13 de abril de 1972) é um ex-atleta sul-coreano, praticante de salto em altura. Foi campeão asiático por três vezes consecutivas (1991, 1993 e 1995) e venceu os Jogos Asiáticos em outras duas ocasiões (1998 e 2002). O seu recorde pessoal, estabelecido em 1997, é de 2.34 m.
Participou em três Olimpíadas, tendo conseguido chegar à final nos Jogos de Atlanta 1996, onde foi oitavo classificado com 2.29 m.
Coube-lhe a honra de ter sido o desportista coreano escolhido para acender a tocha na cerimónia de abertura das Universíadas de 2003, celebradas em Daegu.